# Єлецький Свято-Успенський монастир (срібна монета)
«Єле́цький Свя́то-Успе́нський монасти́р» — пам'ятна срібна монета номіналом 10 гривень, випущена Національним банком України, присвячена архітектурному ансамблю Єлецького Свято-Успенського монастиря, заснованого в середині XI ст., — одного з найдавніших в Україні, головною спорудою якого є мурований храм на честь «Успіння Божої Матері».
Монету введено в обіг 27 липня 2012 року. Вона належить до серії «Пам'ятки архітектури України».

## Опис монети та характеристики
| Номінал грн. | Метал            | Маса, г      | Діаметр, мм | Якість виготовлення | Гурт                           | Тираж, штук |
| ------------ | ---------------- | ------------ | ----------- | ------------------- | ------------------------------ | ----------- |
| 10           | срібло 925 проби | 31,1 / 33,62 | 38,6        | пруф                | гладкий із заглибленим написом | 7 000       |

### Аверс
На аверсі монети зображено: малий Державний Герб України та по колу написи: «НАЦІОНАЛЬНИЙ БАНК УКРАЇНИ» (угорі), «ЄЛЕЦЬКИЙ СВЯТО-УСПЕНСЬКИЙ МОНАСТИР» (унизу), головну споруду монастиря — Успенський собор, на тлі якого унизу напис «XI–XVIII ст.» ліворуч від собору номінал: «10/ГРИВЕНЬ», праворуч рік карбування монети — «2012».

### Реверс
На реверсі монети стилізовано зображено ікону «Божої Матері» на ялині відповідно до легенди про виникнення монастиря та розміщено: угорі півколом на стрічці напис — «ОБРАЗ ПРЕСВЯТОЇ БОГОРОДИЦІ ЄЛЕЦЬКОЇ», унизу — стилізований орнамент.

## Автори

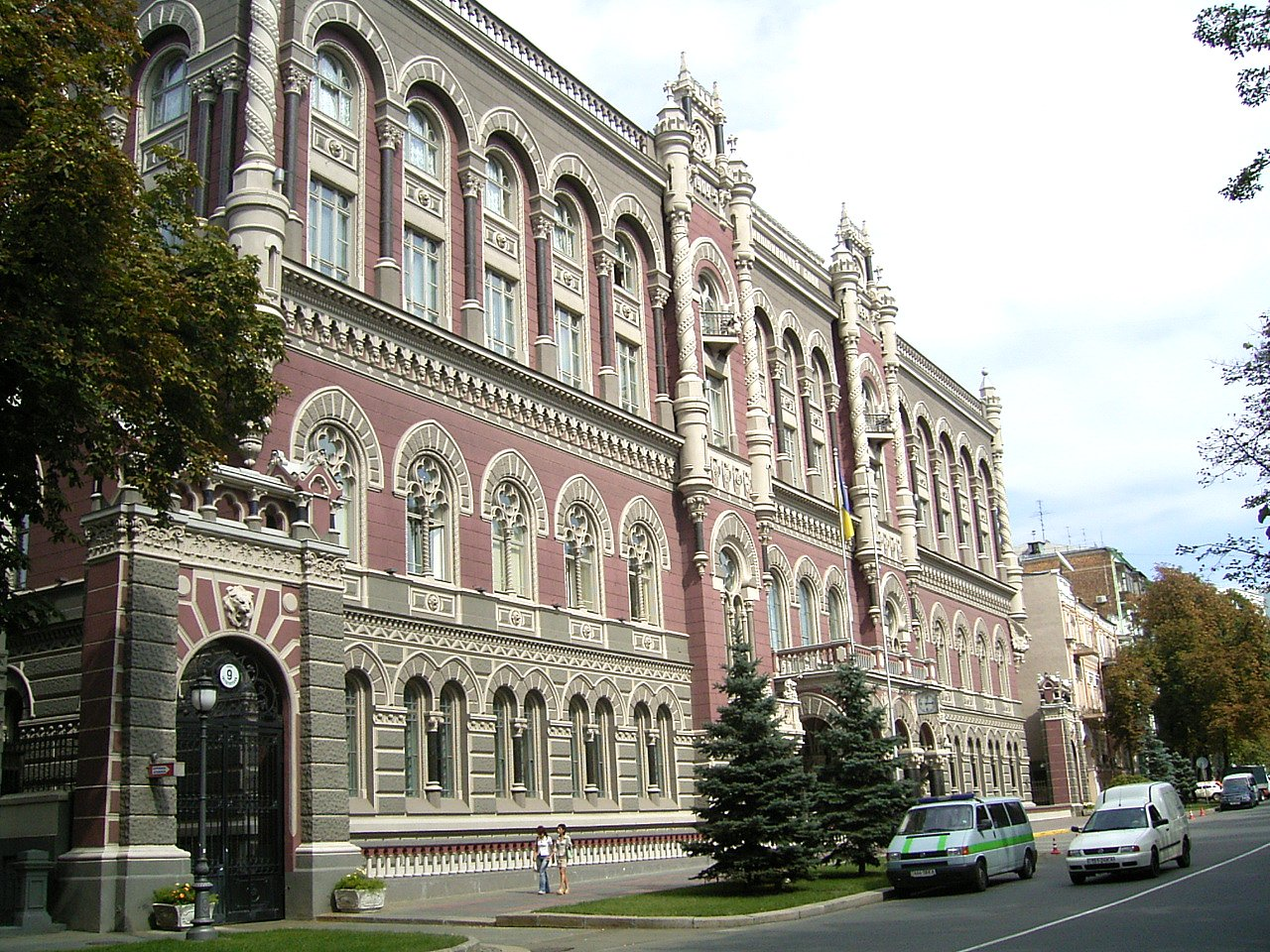
Будівля Національного банку України

- Художники: Таран Володимир, Харук Олександр, Харук Сергій (аверс), Скоблікова Марія, Кузьмін Олександр (реверс).
- Скульптори: Атаманчук Володимир, Дем'яненко Анатолій.

## Вартість монети
Ціна монети — 618 гривень була вказана на сайті Національного банку України в 2014 році.
Фактична приблизна вартість монети з роками змінювалася так:
| Рік        | 2013 | 2014 | 2015 | 2016 | 2017 | 2018 | 2019 | 2020 | 2021  | 2022  | 2023  | 2024  | 2025  |
| ---------- | ---- | ---- | ---- | ---- | ---- | ---- | ---- | ---- | ----- | ----- | ----- | ----- | ----- |
| Ціна, грн. | 610  | 650  | 600  | 690  | 790  | 760  | 710  | 650  | 1 100 | 1 250 | 1 660 | 2 150 | 2 400 |